# Абдрахманов, Ерсаин
Ерсаин Абдрахманов (21 января 1946 — 31 июля 2001) — советский и казахский режиссёр документального и мультипликационного кино и директор фильма.

## Биография
Родился 21 января 1946 года. В 1964 году поступил в Казахский национальный педагогический университет на художественно-графический факультет, который он окончил в 1969 году. В 1971 году устроился на работу на киностудию Казахфильм в мультцех, где работал сначала прорисовщиком, затем аниматором и художником-декоратором и в конец работал начальником мультцеха. С 1973 по 1974 год работал преподавателем рисования и живописи на архитектурном факультете КазПТИ имени В. И. Ленина.  С 1975 по начало 1990-х годов XX века работал режиссёром-мультипликатором киностудии Казахфильм, одновременно с этим снимал документальные фильмы. Являлся членом АСИФА и первым деканом кинофакультета Казахской НАИ имени Т. Жургенова.
Трагически погиб 31 июля 2001 года.

## Личная жизнь
Ерсаин Абдурахманов был женат на Катире Унтаковой, имел 2 дочери и трое внуков.